# 名誉員
名誉員（めいよいん）とは、主に学会等の学術団体が授与する称号。名誉称号、学術称号の一種。類似する呼称に名誉メンバーがある（本項で解説）。

## 名誉員

### 学術団体における名誉員
名誉員の称号は日本国内の理工学系の学会で設置例が見られる。
空気調和・衛生工学会では、2000年より、国際学術交流の活動に貢献し、顕著な功績のあった人物、あるいは空気調和・衛生工学の領域における国際的な学術交流の促進など貢献のあった人物に国際名誉員(International Honorary Member)の称号を授与している。また、2014年には日本機械学会が福井工業大学工学部機械工学科の教授2名に同学会名誉員の称号と名誉員章を授与している他、2015年には、電気学会がノーベル物理学賞受賞者であるカリフォルニア大学サンタバーバラ校の中村修二を名誉員に推薦している。

## 名誉メンバー

### 楽団における名誉メンバー
楽団における名誉称号の一つとして、名誉メンバーがある。現代最高のピアニストの評もあるマルタ・アルゲリッチはイスラエルとアラブの若手演奏家らでつくるウェスト・イースタンディバンオーケストラの名誉メンバーとなっているのはその例である。

### ゴルフクラブにおける名誉メンバー
ゴルフクラブにも名誉メンバーを置く例がある。20世紀末、英国のプロゴルファーで四年連続の欧州賞金王となったコリン・モンゴメリーは4歳からトゥルーンのゴルフクラブの子ども用コースに親しんでおり、1996年に同クラブの名誉メンバーとなっている。

### 地域振興団体における名誉メンバー
地域振興団体でも広報PRを担う名誉メンバーを立てることがある。日本の鳥取県では2010年、「ご当地ラーメン」として牛骨ラーメンを売り出すために鳥取牛骨ラーメン応援団が結成され、その名誉メンバーとして鳥取県知事である平井伸治が名誉メンバーに迎えられたのは主な例である。

### 文献資料
- 新村出編『広辞苑 第六版』（岩波書店、2011年）ISBN 400080121X
- 松村明編『大辞林 第三版』（三省堂、2006年）ISBN 4385139059

### 報道資料
- 『朝日新聞』2015年8月28日朝刊
- 『読売新聞』1997年7月16日東京朝刊
- 『読売新聞』2010年2月21日大阪朝刊鳥取2版
- 「電気学会、ノーベル賞の中村教授に名誉員推薦状を授与」『電気新聞』2015年10月5日